# Kunst i offentlige rum
 Denne artikel omhandler overvejende eller alene danske forhold. Hjælp gerne med at gøre artiklen mere almen.
Kunst i offentlige rum er betegnelsen for kunst i ethvert tænkeligt medie, der er produceret til og placeret i offentlige rum og således er tilgængelig for alle. Hvor det historisk var en statue i byens centrum rejst af og ofte forestillende magthavere, er genren i dag udvidet til også at indbefatte tidsbaserede og immaterielle værker i byens yderområder opstillet på initiativ af kunstnere. Samtidskunstnere arbejder ofte med en udvidet offentlighedssfære, der også inkluderer nyhedsmedier, internet og andre offentlige medier. Udsmykning af bygningsværker hvor kunstneren enten efterfølgende tilføjer en udsmykning eller i direkte samarbejde med bygherre og arkitekt er med til at udforme et byggeri betragtes ligeledes som en del af området.

## Historie

### Statuen og springvandet, monumentet og mindesmærket
Rytterstatuer, springvand, monumenter og mindesmærker er de tidligste former for kunst i offentlige rum. Ofte var de fremstillede af magthaverne for at understøtte magten eller fremvise den for sam- eller eftertiden. I det følgende eksemplificeres de forskellige kategorier ved nogle af de mest markante historiske eksempler i Danmark. Det diskuteres også hvordan kunstens form og funktion i samfundet ændrer sig alt efter hvem der bestemmer motiv, placering og indhold.
Caritasbrønden er Københavns ældste springvand og en af de ældste offentlige kunstværker i København. Det er udført af billedskæreren Statius Otto på befaling af Christian den 4. og dateret til 1608. Caritas er den latinske betegnelse for næstekærlighed eller barmhjertighed. Brønden indgik i Københavns almindelige vandforsyning og der var således en forbindelse mellem brug og kunst.
I Danmark er det kunstnerisk mest vellykkede eksempel på en rytterstatue: Saly's rytterstatue fra 1771 på Amalienborgs Slotsplads. Statuen skulle manifestere og symbolisere kongens position og status i samfundet, og sikre ham et udødeligt eftermæle. Kongen vises som den idélle regent og som skaber af orden i og med skulpturens placering i aksen mellem Marmorkirken og Amaliehaven og midt i mellem de fire palæer. Rytterstatuen blev på kongens befaling bestilt i 1752 af Asiatisk kompagni der ligeledes betalte for den og statuen var således næsten 20 år undervejs.
Frihedsstøtten af Nicolai Abildgaard fra 1797 er et Københavns mest markante mindesmærker. Det blev opført til minde om stavnsbåndets ophævelse den 20. juni 1788. Frihedsstøtten var angiveligt finansieret af en gruppe borgere i taknemmelighed til kongen for at have udført landboreformerne. I praksis var det også et forsøg på at fastholde styret på en reformkurs. Grundstenen blev nedlagt af kronprins Frederik i 1792 og monumentet indviet 1797. Det sker således allerede her en opblødning fra konge og adel til middelklasse i hvem der bestemmer over kunsten.
Kampen for flere borgernes rettigheder blev markeret med J.F. Willumsens skulptur af Viggo Hørup i Kongens Have opført i 1908. Viggo Hørup agiterede for og fik gennemført åbningen af Kongens Have for den almene befolkning i august 1901. Mindesmærket er således både agitation for politisk kamp og socialisme såvel som et mindesmærke med kunstneriske kvaliteter. På monumentets side fortælles en historie i friseform om bl.a. godsejernes umenneskelige metoder og afstraffelse af bønderne.
Mod lyset fra 1909 af Rudolph Tegner udfolder et drama og en monumentalitet, som er særegen i kunsten i offentlige rum i Danmark. Monumentet er opsat til minde om lægen Niels R. Finsen (1860-1904), der i 1903 modtog nobelprisen i medicin, men er også i sig selv et kraftigt kunstnerisk statement om kropslig frisættelse. Skulpturen afspejler dels Tegners interesse i antikken men også en tidsånd af reform og interesse i nye livsformer som i bl.a. Lebensreform bevægelsen i Tyskland understøttede.
"Figuren Blågårds Plads" af Kai Nielsen blev opført 1912-16 på Blågårds plads. Den arkitektoniske udformning af pladsen er forestået af Ivar Bentsen. Her vises arbejdslivet i alle sine afskygninger afbildet er en grønthandlerkone en skomager en murer og andre erhverv. I alt 16 figurgrupper. Skulpturgruppen er især interessant i og med at den så direkte er med til at forme pladsen og samtidigt søger at tilnærme sig de dengang omkringboende arbejdende folk. 
Mand og pige (1934) af Povl Søndergaard ved Genforeningspladsen demonstrer en ny tids idealer. Parret er klædt i hverdagstøj og går med hinanden under armen. På trods af idyliseringen spejler kunstneren en interesse i hverdagslivet og det ordinære. Skulpturen står dog stadigt på sin sokkel og er vejrbestandigt udført i bronze. 

### 1950 og frem
Med Situationismen startende i 1957 skete der en gradvis og yderligere opløsning af skulpturbegrebet. Byen og samfundet blev fokus for kritik og forslag til forandring. Asger Jorn arbejdede sammen med Guy Debord og deres første samarbejde, bogen Københavns endeligt, markerede symbolsk et angreb på den kapitalistiske by og et ønske om at sætte konstruktionen af situationer, leg, unitær urbanisme og psykogeografi i stedet. Kunsten blev for alvor kritisk og byen kom i fokus. Allerede et par måneder efter bogen startede den Situationistiske gruppe. Asger Jorn sluttede sit direkte samarbejde med Situationisterne i 1961. Situationismen nævnes ofte som afsæt for mange af samtidens praksisformer i offentlige rum, hvor det immaterielle og midlertidige sættes i centrum og kunsten i højere grad tager en kritisk drejning.
Billedkunstneren Palle Nielsen udførte i 1968 på aktivistisk vis legepladser på Nørrebro. Sammen med beboere overtog de byggetomter og begyndte at omdanne dem til legepladser. Dels for at lave plads til børn, men også for at tage byen tilbage som borgernes rum og ikke alene byplanlæggernes. Arbejdet, som der ikke findes offentligt tilgængelig billeddokumentation af, markerede et af de tidlige eksempler på en kunstner, der arbejdede aktivistisk og involveret med byens udformning. 
Kanonklubben var en professorløs kunstnergruppe på Det Kongelige Danske Kunstakademi i perioden 1968 – 1970, som lavede film og forskellige happenings. De planlagede og udførte i 1969-70 Haven i Peder Lykke Centret med det formål at forbedre det menneskelige miljø gennem kunsten. Haven findes den dag i dag og kan ses på Amager i København. Kanonklubben arbejdede således også direkte med kunstens sociale funktion og tog en aktiv rolle i at forme bestemte miljøer. 
Albert Mertz' udsmykning af Landbohøjskolens vandrehal fra 1972 nævnes ofte som en eksemplarisk udsmykning af en offentlig bygning. Mertz var kendt for sine konsekvente, men legende anvendelse af rød og blå. Med enkle greb har han lavet et effektfuldt indgreb, der går i dialog med arkitekturen.

Fredens port fra 1982 af Hein Heinsen, Stig Brøgger og Mogens Møller (også kaldet skala kunst) er et omdiskuteret værk der gentagne gange er blevet udsat for hærværk. Ifølge kunstnerne fremstår den i et samspil med omgivelserne og fungerer som en måler for byrummet i overgangen mellem brokvarter og indre by. . Det kan dog diskuteres i hvor høj grad skulpturen går i dialog med omgivelserne, og modtagelsen af skulpturen indikerer at den i højere grad blev set som et fremmedelement.
Smadret Parkeringsplads fra 1994 af Jes Brinch og Henrik Plenge Jakobsen, der kaldte sig for Burn Out, var et midlertidigt værk placeret på Kgs. Nytorv i København. Værket blev dog efter kort tid fjernet efter pres fra hotellerne ved pladsen. Værket fremstillede offentlige rum som konfliktfyldte og fjernelsen før tid synes at bekræfte at offentlige rum er fyldt med modstridende interesser. 
Karakteristisk for skulpturene i perioden var et udvidet værkbegreb hvor kunsten i højere grad indgik i eller var med til at forme et miljø. Den sokkel der tidligere ophøjede kunsten til en priviligeret position er fraværende. Med fraværet af ophøjethed eller sandhedsværdi blev skulpturens permanens og autoritet også noget man måtte sætte spørgsmålstegn ved. Også opfattelsen af offentlige rum ændrede sig; hvad man tidligere kunne betagte som en enhed; "Det offentlige rum" viste sig at være et rum fyldt med modsætninger og modsatrettede interesser.

## I samtiden

### Byrum
Udstillingen City Space blev til under Kulturby 96 og var en af de mest markante udstillinger med kunst i offentlige rum i 90'erne. Udstillingen var modelleret efter Skulptur projekt Münster i Tyskland, der afholdes hvert tiende år (sidst i 2007). Med udstillingen blev det danske publikum for første gang præsenteret for en række danske og Internationale kunstnere, der arbejdede direkte og ofte stedspecifikt med byrummet og dets mange betydningslag, problematikker og konflikter. Jens Haaning præsenterede en række plakater med arabiske vittigheder på Vesterbro, Daniel Buren fra Frankrig viste et af sine arbejder med striber i en indkørsel på Vesterbro med titlen; "Four gates from brick to water and back", og Cornelia Parker sendte via Tivolis fyrværkeri en pulveriseret meteorsten tilbage i rummet over København. Alle tilgængelige medier blev på udstillingen taget i brug i de forskellige skulpturer og projekter i offentlige rum. 
I 2001 blev der udarbejdet en kunstplan for et område ved Trekroner ved Roskilde i samarbejde mellem Roskilde kommune og billedkunstneren Kerstin Bergendal. Projektet er stadigt under opførelse, men markerer et ambitiøst tiltag for at integrere byggeri og samtidskunst. Idéen var at kunsten ikke skal sættes ind som dekoration til sidst når et område er bygget færdigt, men at kunstneren skal være med ved bordet når planerne lægges.
Som en del af udstillingen Contemplation Room (2002) producerede Kenneth Balfelt en model til et fixerum og tog således fat i en meget aktuel konflikt i byrummet især på Vesterbro. I samarbejde med lokale foreninger lykkedes det at skabe så megen opmærksomhed at forslaget om lovliggørelsen af fixerum blev taget op i Folketinget. 
I 2008 tog Statens Kunstfonds Udvalg for Kunst i det Offentlige Rum, initiativ til at invitere en gruppe, bestående af billedkunstnerne Kaj Nyborg og Cai Ulrich von Platen, arkitekterne Gitte Juul og Carsten Hoff samt Overgaden Institut for Samtidskunst, til at arbejde direkte i boligområdet Urbanplanen på Amager i København. Det blev til projektet "Sol Over UrbanPlanen", et samarbejde mellem kunstgruppen og lokale beboere og ansatte, som afprøvede nye visioner og muligheder i bydelens forfaldne butikscenter. Det var et af de første projekter, hvor kunstfonden involverede sig mere direkte i en social sammenhæng.

### Tidslighed
Et væsentligt karakteristika ved samtidskunst i offentlige rum er et stort fokus på tidsaspektet. Historisk blev skulpturer i offentlige rum sat op uden udløbsdato og stod dermed principielt for evigt. Men en konsekvens var at kunstnerne afskar sig fra at kommentere på aktuelle og væsentlige forhold i samtiden hvis ikke skulpturen skulle blive uaktuel . Women 2003, var et omfattende billboard projekt i Københavns byrum, der tog aktuelle problematikker op omkring køn og billedet af køn i offentligheden. Here All Alone Arkiveret 26. juli 2019 hos  Wayback Machine var en midlertidig totalinstallation af interaktiv lyd- og videokunst af den svenske kunstner Anders Weberg i den nedlagte Novozymesfabrik i København, kurateret af Tanya Toft Ag og studerende ved Københavns Universitet, der udfordrede temaer som ensomhed, fremmedgørelse og xenofobi.

### Inddragelse og deltagelse
Fra at kunst i offentlige rum var et statisk og umælende objekt begyndte en række kunstnere i højere grad at inddrage beboere i et lokalområde eller at udforme projekterne i debat og/eller fællesskab med beboere eller brugere. Den sociale bevægelse i billedkunsten gav sig udtryk i projekter som "NB, -Lad os mødes!"  og med sociale projekter på Nørrebro. Kunstnergruppen Kvinder På Værtshus arrangerede herunder kanalrundfarter, hvor byens historie blev præsenteret ud fra en feministisk optik.  Kunstnergruppen Parfymes Havnelaboratorium proklamerede i 2008, at alle kunne være med til at bruge og bygge videre på havnen.

### Globalisering og debat
Globalisering også af offentlige rum blev for alvor diskuteret i 90'erne og 00'erne. Billedkunstneren Jakob Boeskov deltog i en våbenmesse med et fiktivt våben. Kunstnergruppen Superflex udviklede et biogasanlæg til Afrika. Og på udstillingen Minority Report fra 2004 i Århus syede en række immigranter i samarbejde med billedkunstnerne Gillion Grantsaan og Finn Thybo en etnisk kjole til den daværende borgmester Louise Gade. Den stedsspecifikke tilgang, hvor stedets lokale karakteristika var udgangspunktet for værket blev således udfordret af globaliseringen og perceptionen af det offentlige rum udvidet.
Især har billedhuggeren Jens Galschiøt været aktør på den nationale, såvel som den internationale scene. Han har siden 1993 lavet en lang række skulpturmanifestationer i det offentlige rum, bl.a. opstilling af 22 tonstunge” Min Indre Svinehund” (1993)-skulpturer i Europa (ulovlig street art), Skamstøtten i Hongkong, Mexico og Brasilien. Hungermarchen (2002), I Guds Navn (2006), The Color Orange (2008) og Fundamentalism 2011/12.

## Udsmykning
Herlev Hospital blev indviet i 1976 og indeholder billedkunstneren Poul Gernes' mest omfattende udsmykning der går ned i mindste detalje. Arbejdet, der tog 8 år at udføre, udgår fra at farver og de miljøer vi færdes i har en afgørende betydning for vores velfærd. Udsmykningen af Palads Biografen ved samme kunstner er ligeledes et markant eksempel. 

## Støtte til kunst i offentlige rum
Ad Usus Publicos (Til offentlig nytte/brug) eksisterede fra 1765 til 1842 og var den første fond der støttede kulturelle og samfundsøkonomiske opgaver. Fonden støttede såvel offentlige skulpturer og anlæggelse af offentlige fortorve som billedkunstneres rejser til udlandet.. Statens Kunstfonds Udvalg for Kunst i det Offentlige Rum blev muliggjort i 1964 med vedtagelse af loven om Statens Kunstfond.

## Fodnoter
1. ↑  "Caritas springvandet på Københavns Kommunes monument registrant". Arkiveret fra originalen 19. juli 2011. Hentet 24. marts 2009.
2. ↑  "Frihedsstøtten på Københavns Kommunes monument hjemmeside". Arkiveret fra originalen 19. juli 2011. Hentet 24. marts 2009.
3. ↑  "Figuren Blågårds plads ved Kai Nielsen". Arkiveret fra originalen 19. juli 2011. Hentet 24. marts 2009.
4. ↑  "Mand og pige (1934) af Povl Søndergaard". Arkiveret fra originalen 26. marts 2007. Hentet 24. marts 2009.
5. ↑  "SOCIAL AESTHETICS, 11 examples to begin with, in the light of parallel history, By Lars Bang Larsen, AFTERALL, London, #1, 1999". Arkiveret fra originalen 10. juni 2012. Hentet 24. marts 2009.
6. ↑  Kanonklubben, en PDF bog om haven udført af YNKB
7. ↑  "Albert Mertz", Nikolaj Udstillingsbygning 1999
8. ↑  "Københavns kommunes skulptur registrant". Arkiveret fra originalen 19. juli 2011. Hentet 24. marts 2009.
9. ↑  Marlene Vest Hansen (Webside ikke længere tilgængelig)
10. ↑  Skulptur Projekte Münster 07
11. ↑  City Space", Andersen og Østerby, 1996
12. ↑  Trekroner kunstplan (Webside ikke længere tilgængelig)
13. ↑  "Kopenhagen 16 maj 2002". Arkiveret fra originalen 20. december 2007. Hentet 24. marts 2009.
14. ↑  "SOUP – Sol Over UrbanPlanen". Arkiveret fra originalen 25. oktober 2020. Hentet 5. februar 2022.
15. ↑  "www.women2003.dk". Arkiveret fra originalen 23. oktober 2020. Hentet 22. april 2021.
16. ↑  Louise Jørgensen, Alene? interview med kurator Tanya Toft i Magasinet Kunst, Juni, 2015.
17. ↑  "Kopenhagen 30. dec 2002". Arkiveret fra originalen 20. oktober 2007. Hentet 24. marts 2009.
18. ↑  "Kopenhagen 5. august 2000". Arkiveret fra originalen 8. august 2007. Hentet 24. marts 2009.
19. ↑  Minority Report: Challenging Intolerance in Contemporary Denmark
20. ↑  "Om gernes' offentlige udsmykninger". Arkiveret fra originalen 23. april 2009. Hentet 24. marts 2009.
21. ↑  Ad Usus Publicos